# Лойянгалани
Лойянгалани (суахили Loiyangalani) –  населённый пункт, расположенный на юго-восточном побережье озера Туркана (озеро Рудольф) в Кении. Название в переводе с языка самбуру означает «край деревьев».  Количество проживающих – 5117 человек. Основное население – четыре народности, образующие содружество МОСАРЕТУ (по первым двум буквам из названия каждого): эль-моло, самбуру, рендилле и туркана. Единственный общественный транспорт, соединяющий поселение с большой землёй – грузовики, доставляющие товары народного потребления (в основном, крупы и бутылочные напитки) и увозящие назад рыбу, добычей которой славятся эти места. Имеется взлётно-посадочная полоса.

## События
В 2008 году в Лойянгалани открылся Музей пустыни, где представлены предметы культуры и быта восьми племён, проживающих в регионе. В том же году состоялся первый фестиваль, посвящённый традициям народов, населяющих берега озера Туркана. Фестиваль длился 3 дня, в течение которых можно было увидеть красочные выступления представителей местных народов: эль-моло, самбуру, габра, рендилле, ватта, дасанеч, покот и туркана.

## В массовой культуре
- Некоторые сцены фильма «Преданный садовник» (англ. The Constant Gardener) по одноимённому роману Джона ле Карре происходят и снимались в Лойянгалани. Узнав об условиях жизни в кенийской Кибере и Лойянгалани, создатели фильма  основали благотворительный фонд[англ.], помогающий местным жителям[4].

- Часть событий в романе «Невозвращенец» московского писателя Андрея Гусева происходит на берегу озера Рудольф в Лойянгалани. В романе описаны несколько лет жизни в Кении в начале 2020-х русского писателя Энди и его жены Дженнифер, уроженки кенийского Кисуму[5][6].